# Leoz
Leoz (cooficialmente en euskera: Leotz) es un municipio español de la Comunidad Foral de Navarra, situado en la merindad de Olite, en la comarca de Tafalla, en la Valdorba o valle de Orba y a 38,5 km de la capital de la comunidad, Pamplona. Su población en 2024 fue de 210 habitantes (INE).
El municipio está compuesto por tres concejos: Iracheta capital del municipio, Leoz y Olleta y nueve lugares habitados: Amatriain, Amunarrizqueta, Artariain, Benegorri, Bézquiz, Iriberri, Maquirriáin, Sánsoain, Sansomain y Uzquita.

## Gentilicio
Leoztarra, aplicable tanto en femenino como en masculino a pesar de su terminación en -a. Esto se debe a que tal denominación proviene del euskera, en el cual, los gentilicios se forman añadiendo el sufijo -tar o -dar a la raíz de la palabra original.
Inicialmente adscrita a la zona no vascófona por la Ley Foral 18/1986, en junio de 2017 el Parlamento navarro aprobó el paso de Leoz a la Zona mixta de Navarra.

## Símbolos
El escudo de armas del municipio de Leoz tiene el siguiente blasón:

En campo de oro, un arboll de sínople y atravesado a su base y sujeto por una cadena a su tronco un lebrel de plata.

## Geografía
El municipio se encuentra situado en la parte central de la Comunidad Foral de Navarra dentro de la región geográfica de la Zona Media de Navarra y el valle de la Valdorba. Su capital, Iracheta se encuentra a una cota de altitud de 707 m s. n. m. El término municipal tiene una superficie de 95,5 km² y limita al norte con el valle de Ibargoiti, al Noreste con Ezprogui, al este con Eslava al sureste con Lerga, al sur con San Martín de Unx, al suroeste con Tafalla y Pueyo, al oeste con Orísoain y al noroeste con Garínoain y Olóriz.

## Demografía
Leoz cuenta con una población de 210 habitantes (INE 2024).
| Gráfica de evolución demográfica de Leoz entre 1842 y 2021 |
| |
| Población de derecho según los censos de población del INE Población de hecho según los censos de población del INEHasta el censo de 2001 se denominaba Leoz, a partir de 2009, Leotz Entre el censo de 1857 y el anterior, crece el término del municipio porque incorpora a 315005 (Amatriain), 315014 (Artariain), 315024 (Benegorri), 315026 (Bezquiz), 315053 (Iracheta), 315091 (Olleta) Entre el censo de 1981 y el anterior, crece el término del municipio porque incorpora a 31218 (Sansoain) |

## Administración y política
Leoz pertenece al partido judicial de Tafalla, dentro de la comarca agraria de la Navarra Media, que está incluida a su vez en la merindad de Olite.

### Gobierno municipal
La administración política del municipio se realiza a través de un Ayuntamiento de gestión democrática cuyos componentes se eligen cada cuatro años por sufragio universal. El censo electoral está compuesto por todos los residentes empadronados en él mayores de 18 años con nacionalidad española y de los otros países miembros de la Unión Europea. Según lo dispuesto en la Ley del Régimen Electoral General, que establece el número de concejales elegibles en función de la población del municipio, la corporación municipal está formada por 7 concejales. La sede del Ayuntamiento está emplazada en la calle San Esteban 12 de la localidad de Iracheta.
| Periodo   | Nombre                       | Partido | Partido                                              |
| --------- | ---------------------------- | ------- | ---------------------------------------------------- |
| 2003-2007 | Endika Zabalza Murillo       |         | Agrupación Independiente de Electores de Leoz (AIEL) |
| 2007-2011 | Endika Zabalza Murillo       |         | Agrupación Independiente de Electores de Leoz (AIEL) |
| 2011-2015 | Ramón Muruzábal del Castillo |         | Leoz Bizirik                                         |
| 2015-     | Arrate Febrero Vadillo       |         | Leoz Bizirik                                         |

| Partido político                                     | 2015  | 2015       | 2011  | 2011       | 2007  | 2007       | 2003  | 2003       | 1999  | 1999       | 1995  | 1995       | 1991  | 1991       |
| Partido político                                     | %     | Concejales | %     | Concejales | %     | Concejales | %     | Concejales | %     | Concejales | %     | Concejales | %     | Concejales |
| Leoz Bizirik (LB)                                    | 62,57 | 5          | 50,78 | 4          | —     | —          | —     | —          | —     | —          | —     | —          | —     | —          |
| Hiru Erreka–Tres Barrancos (HE-TB)                   | 24,56 | 2          | 31,61 | 2          | —     | —          | —     | —          | —     | —          | —     | —          | —     | —          |
| Unión del Pueblo Navarro (UPN)                       | 11,70 | 0          | 14,51 | 1          | —     | —          | —     | —          | —     | —          | —     | —          | —     | —          |
| Agrupación Independiente de Electores de Leoz (AIEL) | —     | —          | —     | —          | 61,83 | 5          | 70,9  | 5          | 72,19 | 5          | 73,68 | 5          | —     | —          |
| Grupo Independiente del Ayuntamiento de Leoz (GIAL)  | —     | —          | —     | —          | 33,33 | 2          | 28,57 | 2          | —     | —          | —     | —          | —     | —          |
| Independientes de Navarra (IN)                       | —     | —          | —     | —          | —     | —          | —     | —          | 26,74 | 2          | —     | —          | —     | —          |
| Independientes                                       | —     | —          | —     | —          | —     | —          | —     | —          | —     | —          | —     | —          | 63,54 | 5          |

### Organización territorial
El municipio se divide en las siguientes entidades de población, según el nomenclátor de población publicado por el INE (Instituto Nacional de Estadística). Los datos de población se refieren a 2014. Se indica también aquellos que fueron municipio independientes, indicando el año en que quedaron incluidos en Leoz; y también aquellos lugares que actualmente se rigen por concejos. 
| Entidad de Población | Población (2014) |                                                    |
| -------------------- | ---------------- | -------------------------------------------------- |
| Amatriain            | 18               | Ayuntamiento hasta 1857                            |
| Amunarrizqueta       | 8                |                                                    |
| Artariain            | 36               | Ayuntamiento hasta 1857                            |
| Benegorri            | 9                | Ayuntamiento hasta 1857                            |
| Bézquiz              | 4                | Ayuntamiento hasta 1857                            |
| Iracheta             | 65               | Ayuntamiento hasta 1857, actualmente es un concejo |
| Iriberri             | 0                |                                                    |
| Leoz                 | 22               | Sede del Ayuntamiento, se rige por un concejo      |
| Maquirriáin          | 21               |                                                    |
| Olleta               | 32               | Ayuntamiento hasta 1857, actualmente es un concejo |
| Sánsoain             | 25               | Ayuntamiento hasta 1974, y concejo hasta 1990      |
| Sansomain            | 9                |                                                    |
| Uzquita              | 4                |                                                    |

## Economía
Basada principalmente en la agricultura y la ganadería, aunque, en la actualidad los esfuerzos administrativos y privados se centran en su potenciación turística: turismo rural, artístico, micológico, natural, cultural...

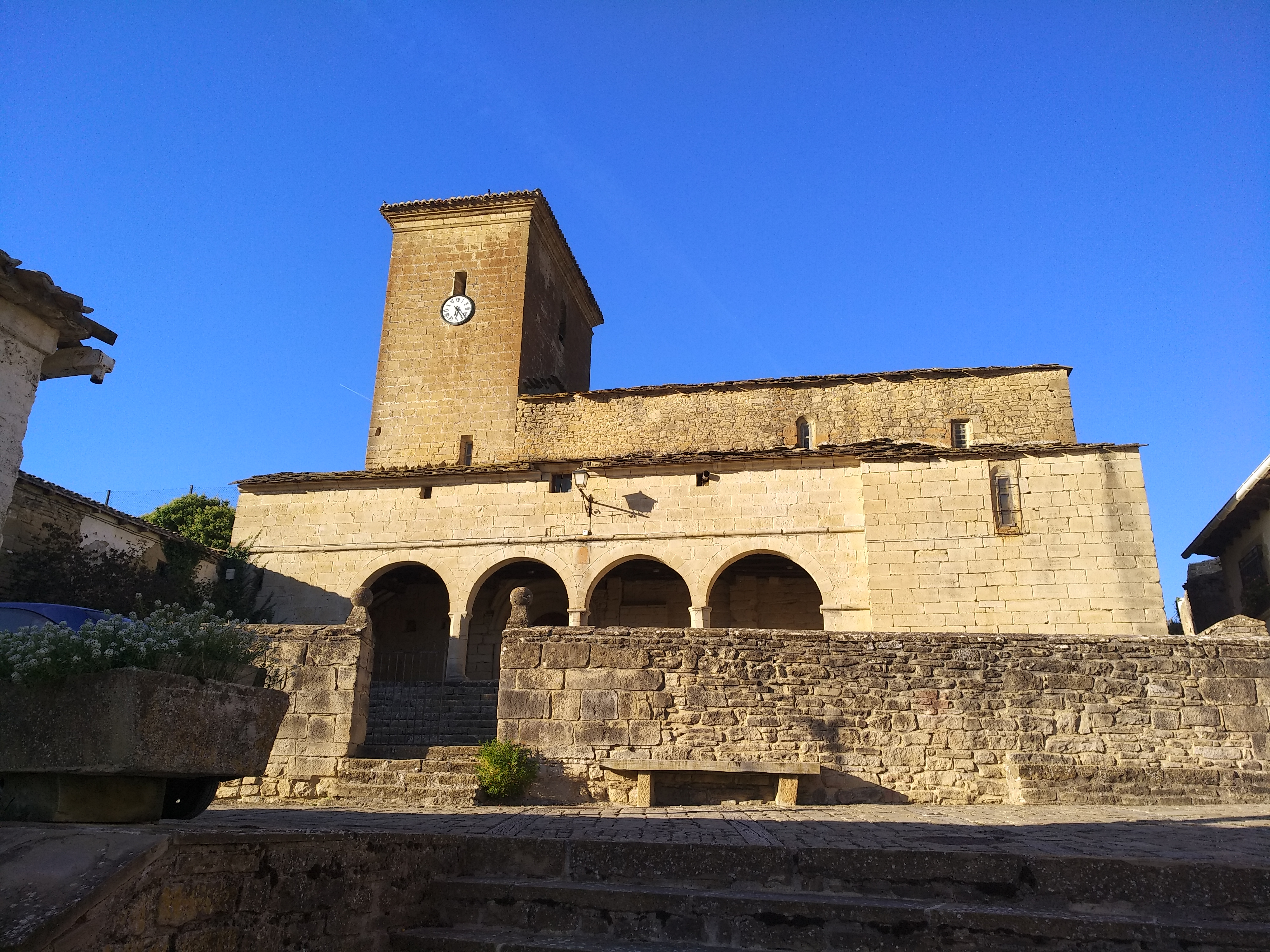
Iglesia de la Natividad (Leoz, Navarra)

## Patrimonio
- Iglesia de la Natividad, en Leoz
- Parroquia de la Asunción, en Olleta
- Iglesia de San Pedro, en Sansomain
- Parroquia de Santa Catalina, en Maquirriáin
- Hórreo de Iracheta